# 高山直也
高山 直也（たかやま なおや、1966年 - 2023年10月24日）は、日本の脚本家。おもにサスペンス作品、ホラー作品を手がける事が多い。株式会社ディプレックス所属。

## 脚本作品

### 連続ドラマ
- NIGHT HEAD（1992年10月 - 1993年3月、フジテレビ）
- 新・木曜の怪談（1995年、フジテレビ）チーフライター
- 木曜の怪談 ファイナル（1997年、フジテレビ）
- リング〜最終章〜（1999年、フジテレビ）
- 科捜研の女 season3（2001年、テレビ朝日）
- 特命係長 只野仁（テレビ朝日）
  - 1stシーズン（2003年7月 - 9月）
  - 2ndシーズン（2005年1月 - 3月）
  - スペシャル '06 高級レストランとおふくろの味（2006年9月23日）
  - 3rdシーズン（2007年1月 - 3月）
  - スペシャル '08 大手銀行派遣女子行員が仕掛けた罠（2008年2月2日）
  - ファイナル（2012年）
- アタックNo.1（2005年4月 - 6月、テレビ朝日）
- 着信アリ（2005年10月 - 12月、テレビ朝日）
- 時効警察 （2006年2月10日、テレビ朝日）
- アンナさんのおまめ（2006年10 - 12月、テレビ朝日）チーフライター
- LIAR GAME 第11話（2007年6月、フジテレビ）
- 女帝（2007年7月 - 10月、テレビ朝日）
- 4姉妹探偵団（2008年、テレビ朝日）
- 乙女のパンチ（2008年、NHK）チーフライター
- BOSS 第6話（2009年、フジテレビ） - 脚本協力
- 救命病棟24時 第4シリーズ 第3話（2009年、フジテレビ）
- インディゴの夜（2010年、東海テレビ・フジテレビ）
- 警部補 矢部謙三（2010年、テレビ朝日）
- 女帝 薫子（2010年、テレビ朝日）
- 警視庁継続捜査班（2010年、テレビ朝日）
- FACE MAKER（2010年、日本テレビ）
- CONTROL〜犯罪心理捜査〜（2011年、フジテレビ）
- Dr.伊良部一郎（2011年、テレビ朝日）
- 聖なる怪物たち（2012年、テレビ朝日）
- 匿名探偵（2012年、テレビ朝日）
- ダブルス〜二人の刑事（2013年、テレビ朝日）
- 警部補 矢部謙三2（2013年、テレビ朝日）
- ショムニ2013（2013年、フジテレビ） - 脚本協力
- アゲイン!!（2014年、毎日放送） チーフライター
- 匿名探偵 シーズン2（2014年、テレビ朝日）
- ビンタ！〜弁護士事務員ミノワが愛で解決します〜（2014年、日本テレビ）
- 京都人情捜査ファイル（2015年、テレビ朝日）
- 死の臓器（2015年、WOWOW）チーフライター
- 警視庁ゼロ係～生活安全課なんでも相談室～SECOND SEASON（2017年、テレビ東京）
- 七人の夫 劇団ヘラクレスの掟NextStage（2018年、東海テレビ） - 第2・5・7話
- ザンビ（2019年、日本テレビ）
- TWO WEEKS（2019年、カンテレ・フジテレビ系）
- 恐怖新聞（2020年、東海テレビ・フジテレビ系）

### 単発ドラマ
- 世にも奇妙な物語（フジテレビ）
  - 「残像」（1991年）- 原案担当
  - 「サブリミナル」（1992年）
  - 「時間よ戻れ!」（1994年）
  - 「罰ゲーム」（1994年）
  - 「出られない」（1994年）- 原案担当
  - 「思い出を売る男」（1994年）‐ 原案担当
  - 「鍵」（1995年）
  - 「地図にない町」（1995年）
  - 「マエストロ」（1995年） - シリーズ構成兼任
  - 「ザ・ニュースキャスター」（1996年）
  - 「ウイルス」（1997年）
  - 「サムライ化する男」（1998年）
  - 「黄色がこわい」（1998年）
  - 「懲役30日」（1998年）
  - 「時間のない街」（1999年）
  - 「和服の少女」（1999年）
  - 「株式男」（2001年）
  - 「声を聞かせて」（2002年）
  - 「鍵」（2003年）
  - 「サイゴノヒトトキ」（2004年）
  - 「空白の人」（2004年） - 原案担当
  - 「猫が恩返し」（2006年）
  - 「ヴァーチャルメモリー」（2007年）
  - 「不死身の夫」（2013年）
  - 「階段の花子」（2013年）
  - 「復讐病棟」（2014年）
  - 「走る取的」（2014年）
  - 「面」（2015年）
  - 「蟲たちの家」（2015年）
  - 「思い出を売る男」（2015年）- 原案担当
  - 「夢みる機械」（2016年）
  - 「美人税」（2016年）
- 悪いこと（フジテレビ）
  - 「表裏」（1992年）
  - 「乗客」（1992年）
  - 「出られない」（2000年）
  - 「言いません」（2000年）
  - 「言いなさい」（2010年）
- ココだけの話（2001年、テレビ朝日）
  - 「ビビンバ」
  - 「タクシードライバー」
  - 「鎌男」
  - 「夜道の二人」
  - 「背後の女」
  - 「携帯電話のある風景 短縮ダイアル」
  - 「楽しい家族旅行」
  - 「リセット」
- 日本のこわい夜（2004年、TBS）
  - 「すきま」
- 翼の折れた天使たち（フジテレビ）
  - 第二夜「ライブチャット」（2006年2月28日）
  - 第三夜「時」（2007年2月28日）
- ビバ!山田バーバラ（2006年6月30日・7月7日、テレビ朝日）
- 星新一ミステリーSP（2014年、フジテレビ）
  - 「7人の犯罪者」
- 最後のレストラン（2016年、NHK BSプレミアム）

### 映画
- 感染（2004年） - 脚本協力
- サイレン 〜FORBIDDEN SIREN〜（2006年）
- ドリーム・クルーズ（2007年）

### アニメ
- SUPERNATURAL: THE ANIMATION（2011年）
- ちはやふる（2011年 - 2012年）シリーズ構成
- アイドル事変（2017年）シリーズ構成

### webドラマ
- 奇妙な恋の物語 -THE AMAZING LOVE STORY-（2014年）

### 舞台
- ザンビ（2018年）
- another 新たなる冒険（2021年）